# Near-Water-Getränk
Als Near-Water-Getränke bezeichnet man eine Gruppe von Getränkeerzeugnissen auf Wasserbasis, die mit Frucht- oder Kräuterzusätzen leicht aromatisiert werden.
Als eine der ersten Firmen brachte Volvic dieses Getränk 1989 auf den französischen Markt, drei Jahre später erfolgte die Markteinführung in Deutschland.
Während die Hersteller häufig mit gesundheitlichem Zusatznutzen werben, kritisieren Verbraucherschützer, wie z. B. die Verbraucherzentrale Hessen, die Getränke als teuer und ohne zusätzlichen Nutzen für die Gesundheit, da die Wirkstoffe in zu geringen Mengen beigemischt werden. Gleichzeitig wird kritisiert, dass häufig kein hochwertiges Mineralwasser verwendet wird, sondern normales Trinkwasser mit Zusätzen angereichert. Ähnlich wie Limonaden haben Near-Waters wegen der Süßung mit Zucker (Fructose) einen höheren Nährwert als andere Getränke. Eine klare Abgrenzung zu anderen Functional Drinks und Vitaminwassern ist nicht möglich, da die Zusammensetzungen je nach Hersteller und Sorte stark variieren.